# Bina (austronezijski jezik)
Bina jezik (ISO 639-3: bmn), izumrli austronezijski jezik koji se nekada govorio na Novoj Gvineji u provinciji Central, Papua Nova Gvineja. Pripadao je danas gotovo nestaloj podskupini jezika magori, šira skupina papuan tip, koju je još sačinjavao također nestali yoba [yob] i gotovo nestali magori [zgr] sa 100 govornika.
U vrijeme Wurma i Hattorija još su ga donedavno poznavala svega dva govornika (1981 Wurm and Hattori).

## Vanjske poveznice
- Ethnologue (14th)
- Ethnologue (15th)